# 小行星10579
小行星10579（10579 Diluca）是一颗绕太阳运转的小行星，为主小行星带小行星。该小行星于1995年7月发现。

## 轨道参数
小行星10579的轨道半长轴为3.0597861 UA，离心率为0.061。